# 田中幸人
田中 幸人（たなか ゆきと、1937年7月31日 - 2004年3月26日）は、日本の美術評論家、新聞編集者。

## 経歴・人物
福岡県久留米市に生まれる。1954年佐賀県立伊万里高等学校から福岡県立修猷館高等学校に編入学。1956年に同校を卒業し、1957年九州大学文学部に入学。1961年に同大学文学部哲学科を卒業。
1961年毎日新聞社に入社。同社西部本社報道部に配属、大牟田通信部、西部本社報道部小倉駐在を経て、1965年に学芸課に転出。以後、美術を中心に記者生活を送る。この間、結核で1年余り療養生活を送っている。その後、同社東京本社学芸部に転勤し、以後10年間、美術担当編集委員として、同新聞に美術批評を執筆した。
1991年毎日新聞社を退社、同年埼玉県立近代美術館館長に就任、2000年まで務める。同年熊本市現代美術館設立のために招かれ、2002年4月同美術館の初代館長に就任。
熊本市現代美術館館長在任中の2004年3月26日、膵臓癌のため死去。享年66。没後、遺稿集として『感性の祖形―田中幸人美術評論集』(「田中幸人遺稿集」刊行委員会編、弦書房、2005年)が刊行された。